# Йоан XVIII (папа)
Папа Йоан XVIII (на латински: Ioannes.PP.XVIII) е глава на Католическата църква, 141-вия папа в Традиционното броене.